# Everyman's Library
Everyman's Library (укр. Бібліотека звичної людини) — англомовна книжкова серія творів класичної літератури, що її започаткував британський видавець Джозеф Дент (1849—1926) та яка виходила упродовж 1906—1982 у заснованому ним видавництві «J. M. Dent & Sons» (до 1909 мало назву «J. M. Dent and Company»).
Випуск серії було перезапущено 1991 року. До оновленої серії входять і ті видання, що випускались в ориганальній серії, й нові твори.

## Оригінальна серія
За задумом Дента серія повинна була налічувати 1000 томів та бути доступною за ціною для широкого загалу.
Девізом серії було обрано рядок з середньовічної мораліте «Звична людина», що був словами Знання, дійової особи п'єси, сказаними головному персонажу твору, Звичній людині, перед тим, як вона мала відбути у довгу подорож: «Everyman, I will go with thee, and be thy guide, In thy most need to go by thy side» (укр. Звична людино, я піду з тобою та слугуватиму тобі провідником, щоб бути поряд з тобою, коли ти найбільше того потребуватимеш).
Упродовж першого року виходу серії (1906) вийшло 155 томів, а позначки у 500 томів було досягнуто вже через 4 роки (1910). Водночас, загальної мети у 1000 томів довелось чекати майже півстоліття, аж до 1956 року. За часи існування серії оформлення її видань зазнавало багатьох змін у відповідь на виклики часу та зміни настроїв читацької аудиторії, проте завжди залишалось стандартом для видавців інших аналогічних серій. Видання серії переважно було завершено 1976, а останній том побачив світ 1982 року.
За роки існування серії загалом вийшло 1169 випусків з нумерацією томів від 1 до 1000-го.
До 1953 року видання серії виходили у «кишеньковому» форматі (10,4 × 17 см), після чого він був дещо збільшений (10,8 × 18 см) та відтоді залишався незмінним.
Всі випуски серії виходили у палітурці з суперобкладинкою.
Абсолютна більшість видань серії виходила накладом 10000 примірників.
1960 року було започатковано випуск окремих видань у м'якій обкладинці. До 1982 року вийшло майже 400 таких видань.

## Оновлена серія
У зв'язку із закриттям оригінальної серії, видавництво «J. M. Dent & Sons» 1987 року змінило власника на видавничу компанію «Weidenfeld & Nicolson», яка, в свою чергу, 1990 року продала права на видання серії компанії «Everyman Publishers», що 1991 року перезапустила видання серії.
Упродовж перших 12 місяців вийшло 130 видань серії, окремі з яких не виходили у межах оригінальної серії.
2002 року права на видання серії у палітурці з суперобкладинкою придбала американська видавнича компанія «Random House», яка й випускає її дотепер.
2021 року перелік видань оновленої серії перетнув позначку 400 видань.
Всі видання серії мають розмір 12,4 × 20,7 см. Кожен том виконується у тканинній палітурці з суперобкладинкою, закладкою у формі шовкової стрічки та друкується на безкислотному папері. Всі видання супроводжуються змістовними передмовами провідних вчених та письменників та біографічними довідками.